# Xcel Energy Center
Das Xcel Energy Center (Spitzname: „The X“) ist eine Mehrzweckhalle in der US-amerikanischen Stadt Saint Paul im Bundesstaat Minnesota. Seit dem 15. Juni 1999 ist das Energieversorgungsunternehmen Xcel Energy Namenssponsor der Halle. Es ist die Heimspielstätte des Eishockeyclubs der Minnesota Wild aus der National Hockey League (NHL).

## Geschichte
Die offizielle Eröffnung des Xcel Energy Center fand am 29. September 2000 statt. In einem Preseasonspiel gewannen die Minnesota Wild gegen die Mighty Ducks of Anaheim mit 3:1. Die Halle befindet sich auf dem Gelände des ehemaligen St. Paul Civic Center von 1973. Das Xcel Energy Center ist bis zum heutigen Tage im Besitz der Stadt Saint Paul. Betrieben wird sie von der Saint Paul Arena Company (SPAC), einer Tochtergesellschaft der Minnesota Sports & Entertainment.
Die Arena mit Baukosten von 170 Millionen US-Dollar besteht aus vier Zuschauerebenen. Die Suitenebene sowie drei normalen Ebenen mit den Namen The 100 Level, The Club Level und The 200 Level. Die offizielle Kapazität des Stadions betrug bis 2012 bei Eishockey- und Lacrossepartien 18.064 Besucher. Durch die Einrichtung der Bud Light Top Shelf Lounge sank das Angebot auf 17.954 Plätze. Beim MSHSL Boys’ Hockey Tournament Class AA am 7. März 2008 wurde ein absoluter Zuschauerrekord von 19.559 Besuchern erreicht. Die Rekordkulisse bei einem Spiel der Wild beträgt 19.398 Zuschauer am 5. Oktober 2005 gegen die Calgary Flames. Es war das erste Spiel nach der Lockout-Saison 2004/05. Zu Konzerten stehen, je nach Bühnenart, zwischen 12.999 und 20.554 Plätze zur Verfügung. 2004 wurde die Arena vom Sportsender ESPN zur besten Sportstätte der Vereinigten Staaten gekürt.
Nach 25 Jahren läuft im Sommer 2025 der Sponsoringvertrag mit dem Unternehmen Xcel Energy aus. Voraussichtlich zur Saison 2025/26 soll ein neuer Partner gefunden werden.

## Nutzung
Neben dem Profiligabetrieb wird in der Arena auch Collegesport betrieben. So ist „The X“ die Heimspielstätte der Eishockeymannschaft der Minnesota High School sowie Austragungsort der Minnesota State High School Volleyball League. Außerdem fand 2002 das Eishockeyturnier NCAA Frozen Four im Xcel Energy Center statt. 2011 wird die Arena wieder Austragungsort dieses Turniers sein. 2004 machte das NHL All-Star Game Station in der Halle der Wild.
Neben den Sportveranstaltungen finden in der Halle auch regelmäßig Konzerte statt. Das erste Konzert gaben die Barenaked Ladies am 30. September 2000. 2008 wurde überdies die Republican National Convention, der Parteitag der Republikaner zur Nominierung des Präsidentschaftskandidaten, in Saint Pauls Sportarena durchgeführt. Vor dieser Veranstaltung wurde die Halle zur Vorbereitung für sechs Monate geschlossen.

## Galerie

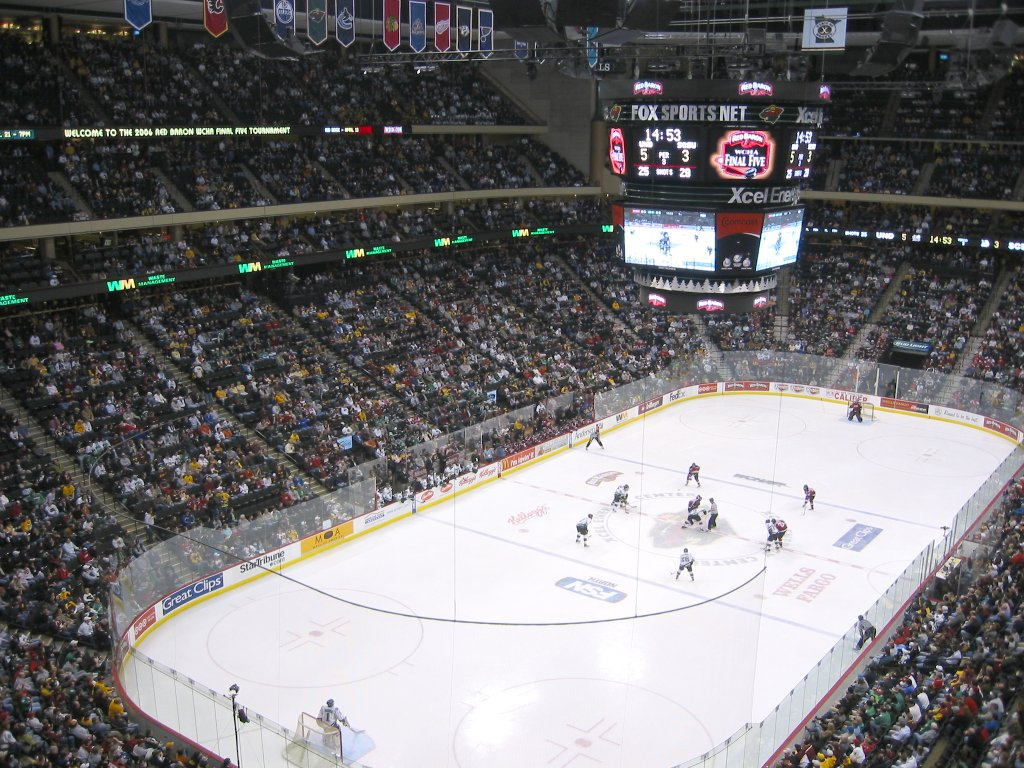
Innenansicht beim Eishockey
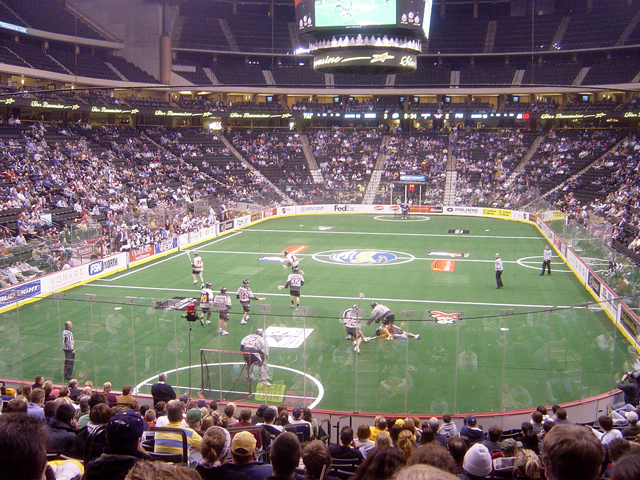
Lacrosse-Spiel im Xcel Energy Center
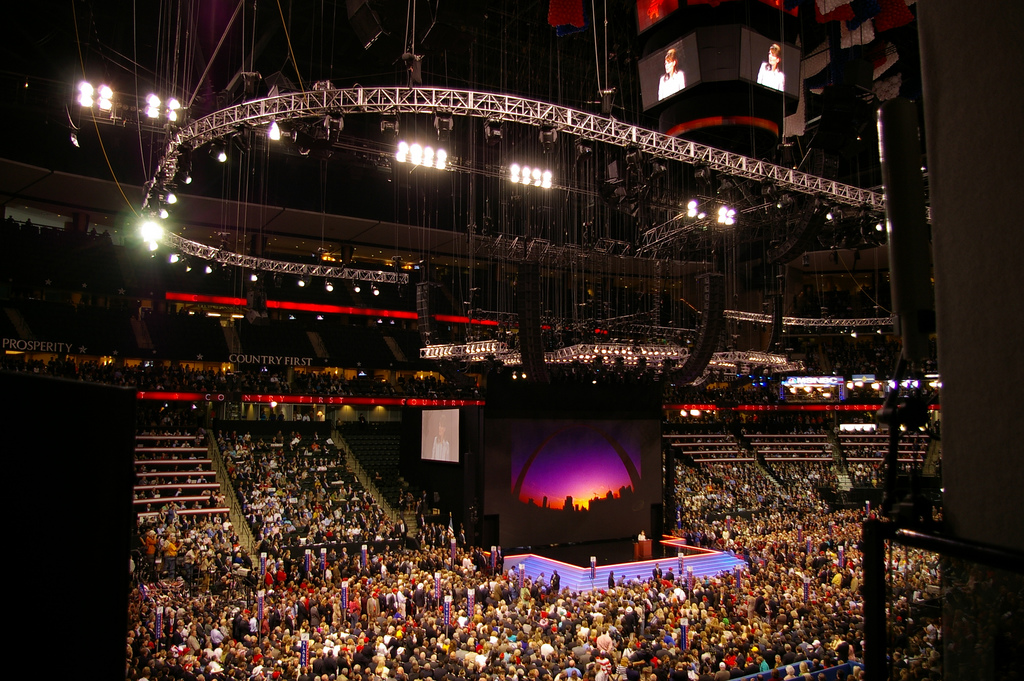
Innenansicht der Arena beim Republikanischen Parteitag 2008